# Limfert
Die Limfert ist ein 1 km langer, orografisch rechter Nebenfluss der Ruhr im nordrhein-westfälischen Wiemeringhausen, Deutschland.

## Geographie
Der Bach entspringt etwa 500 m westlich vom Gipfel des Beieck auf einer Höhe von 585 m ü. NHN. Von hier aus fließt die Limfert überwiegend in westliche Richtungen. Der im unteren Abschnitt überwiegend verrohrte Bach mündet am südlichen Ortsrand von Wiemeringhausen, einem Stadtteil von Olsberg, auf 428 m ü. NHN in die Ruhr. Bei einem Höhenunterschied von 157 m beträgt das mittlere Sohlgefälle 157 ‰. Das etwa 80,5 ha große Einzugsgebiet wird über Ruhr und Rhein zur Nordsee entwässert.